# Edmund Duke
Edmund Duke es un personaje del videojuego StarCraft. Es el capitán general de la Confederación. Convoca a Jim Raynor, el comandante a su cargo, para la eliminación de los Zerg del sector pero le condena por destruir un Centro de Mando plagado, según Duke, "edificio de vital importancia para la Confederación", por lo que Jim Raynor se alía con el líder rebelde y futuro Emperador Arcturus Mengsk, al rescatarle de su segura prisión. 
Duke patrullaba el sector Terran a bordo de su Buque Insignia NORAD II cuando se vio sorprendido por una ofensiva aérea Zerg, lo que provocó la caída de la NORAD II, estrellándose. Duke manda un mensaje de "prioridad 1" a quienquiera que reciba la señal y Mensgk y Raynor se ofrecen a ayudarle, a cambio de que abandone la Confederación y se una al proyecto de Mensgk. Duke, a regañadientes, acepta la propuesta.
En Brood War, no se menciona mayormente a Edmund Duke, aunque se conoce sus destino: cae en combate junto con el Protoss Fénix en un fútil intento de oponerse a Kerrigan, la Reina de Espadas Zerg, quien traiciona a sus antiguos aliados.
Edmund Duke aparece en dos formatos en el juego:
- En la nave Norad II
- En el tanque de asedio.

## El Norad II
Perteneciente a la raza Terran, el buque insignia Norad II es un Crucero de Batalla Yamato con unas capacidades de combate descomunales y superiores a todos los de su tipo, salvo por la Hyperion. Su comandante es el capitán general de la Confederación Terran, Edmund Duke.
A cambio de ofrecerle su ayuda, Arcturus Mengsk le da la oportunidad al General Duke de unirse a su nuevo proyecto para acabar con los Zerg, a lo que Duke no se puede negar y decide ayudarle y se transforma en su lugar teniente en el nuevo Imperio. Paralelamente a la Norad II, existe otro poderoso crucero insignia, la Hyperion, al mando del héroe terran Jim Raynor.
Existe una Norad III,  La cual es la nave en que perece Edmund Duke, recordemos que la Norad II cae contra los Zerg y Raynor acude en su ayuda.
- Datos: Q11681276